# Strażnica WOP Kostrzyn

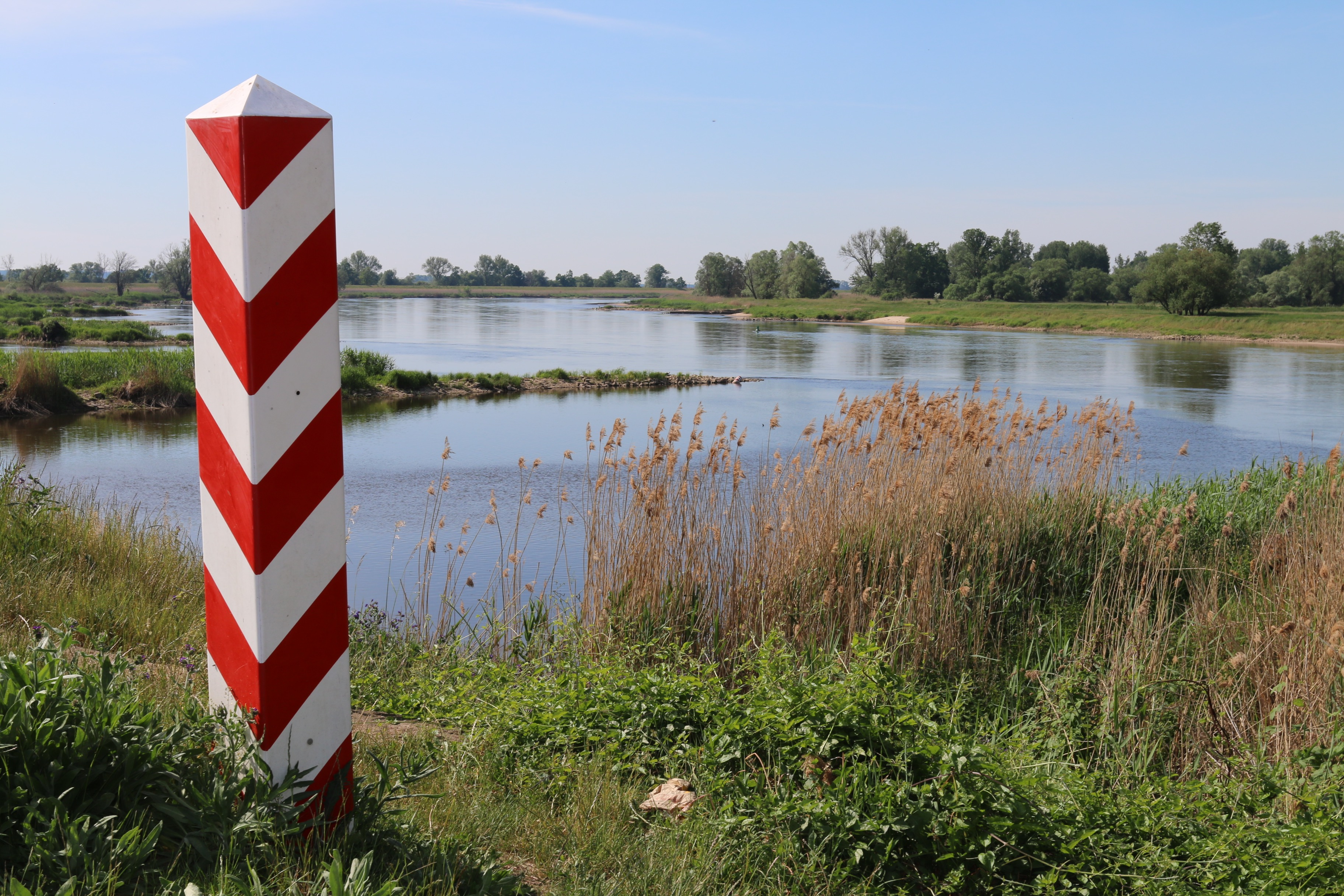
Granica polsko-niemiecka, znak gran. w rej. Kostrzyna nad Odrą (maj 2016)

Strażnica Wojsk Ochrony Pogranicza Kostrzyn imienia Rudolfa Gyptnera – zlikwidowany pododdział Wojsk Ochrony Pogranicza pełniący służbę graniczą na granicy z Niemiecką Republiką Demokratyczną/Republiką Federalną Niemiec.
Strażnica Straży Granicznej w Kostrzynie nad Odrą – zlikwidowana graniczna jednostka organizacyjna Straży Granicznej realizująca zadania bezpośrednio w ochronie granicy państwowej z Republiką Federalną Niemiec.

## Formowanie i zmiany organizacyjne
Strażnica została sformowana w 1945 roku w strukturze 11 komendy odcinka Mieszkowice jako 51 strażnica WOP (. Kierownictwo strażnicy stanowili: komendant strażnicy, zastępca komendanta do spraw polityczno-wychowawczych i zastępca do spraw zwiadu. Strażnica składała się z dwóch drużyn strzeleckich, drużyny fizylierów, drużyny łączności i gospodarczej. Etat przewidywał także instruktora do tresury psów służbowych oraz instruktora sanitarnego. 
Rozkazem organizacyjnym szefa Departamentu WOP nr 013 z 21.03.1947 roku Strażnica WOP nr 51 Kostrzyn z 3 Szczecińskiego Oddziału WOP została przekazana do Komendy odcinka nr 10 Górzyca z 2 Poznańskiego Oddziału WOP.
W związku z reorganizacją oddziałów WOP, 24 kwietnia 1948 roku 51 strażnica OP Kostrzyn została włączona w struktury 36 batalionu Ochrony Pogranicza w Słońsku, a 1 stycznia 1951 w struktury 94 batalionu WOP w Słońsku.
Od 15 marca 1954 wprowadzono nową numerację strażnic, a strażnica WOP Kostrzyn I kategorii otrzymała nr 49 w skali kraju. 
W 1956 roku rozpoczęto numerowanie strażnic na poziomie brygady. Strażnica specjalna WOP Kostrzyn była 21. w 9 Brygadzie Wojsk Ochrony Pogranicza. W tym samym roku rozwiązano 94 batalion WOP, a jego strażnice zostały włączone w struktury 93 batalionu WOP w Słubicach.
1 stycznia 1960 roku funkcjonowała jako 1 strażnica WOP II kategorii Kostrzyn w strukturach 93 batalionu WOP, a 1 stycznia 1964 jako 1 strażnica WOP lądowa II kategorii Kostrzyn. Natomiast w marcu 1968 była jako strażnica WOP rzeczna nr 1 Kostrzyn w strukturach ww. batalionu.

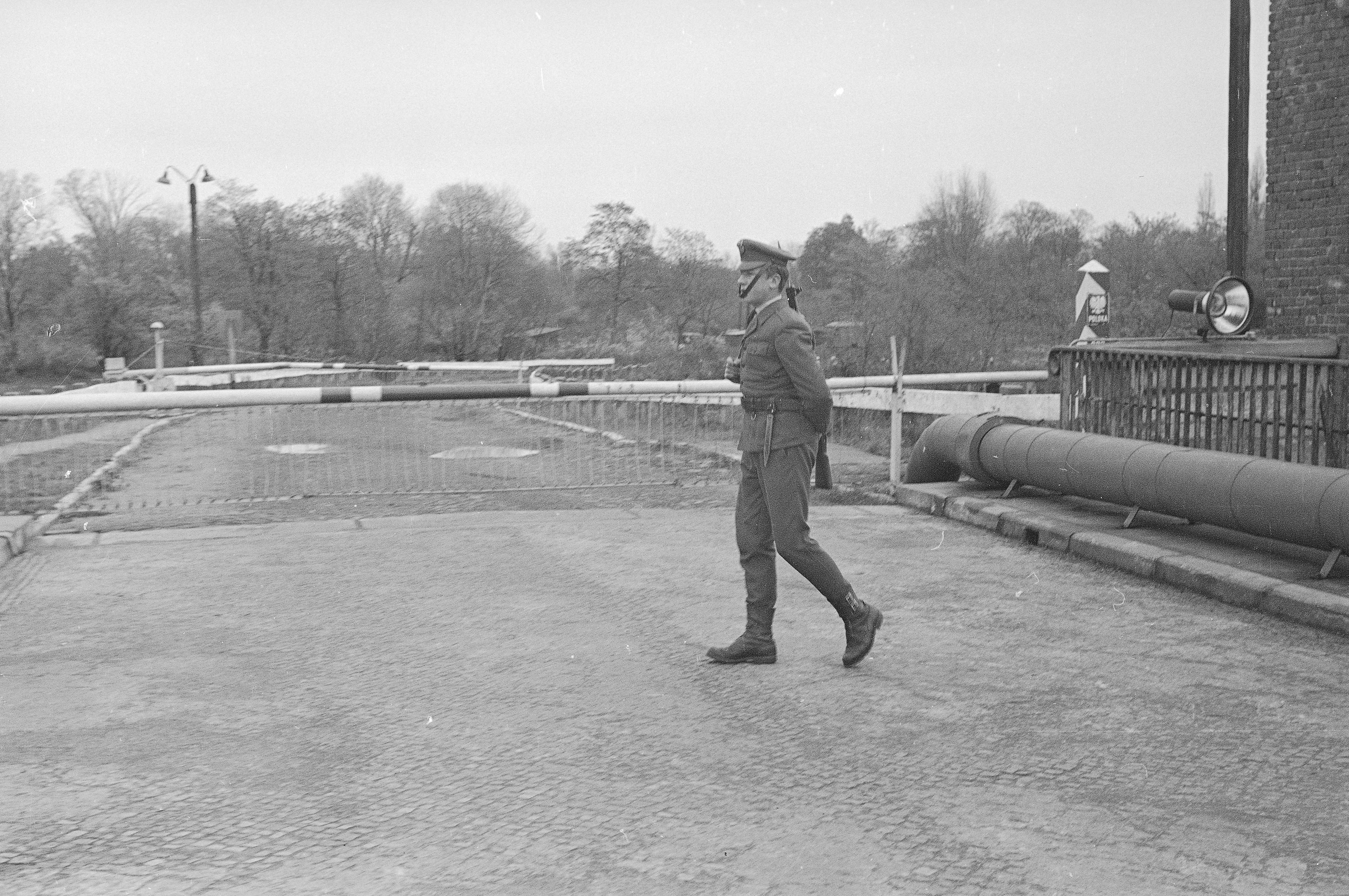
Granica polsko-niemiecka, element służby granicznej na moście granicznym w Kostrzynie nad Odrą (1965–1970)

W 1976 Wojska Ochrony Pogranicza przeszły na dwuszczeblowy system zarządzania. Strażnica WOP Kostrzyn podporządkowana została bezpośrednio pod sztab Lubuskiej Brygady WOP w Krośnie Odrzańskim, a w 1984 roku utworzonego batalionu granicznego WOP Słubice, jako strażnica WOP Kostrzyn. Po rozformowaniu Lubuskiej Brygady WOP, 1 listopada 1989 strażnica została włączona w struktury Pomorskiej Brygady WOP w Szczecinie i tak funkcjonowała do 15 maja 1991 .
Straż Graniczna:
15 maja 1991 roku po rozwiązaniu Wojsk Ochrony Pogranicza, 16 maja 1991 roku strażnica została przejęta przez Lubuski Oddział Straży Granicznej w Krośnie Odrzańskim i przyjęła nazwę Strażnica Straży Granicznej w Kostrzynie nad Odrą.
W 2000 rozpoczęła się reorganizacja struktur Straży Granicznej, związana z przygotowaniem Polski do wstąpienia, do Unii Europejskiej i przystąpieniem do Traktatu z Schengen. Podczas restrukturyzacji wprowadzono kompleksową ochronę granicy już na najniższym szczeblu organizacyjnym tj. strażnica i graniczna placówka kontrolna. Wprowadzona całościowa ochrona granicy zniosła podział na graniczne jednostki organizacyjne ochraniające tylko tzw. „zieloną granicę” i prowadzące tylko kontrole ruchu granicznego. W wyniku tego, 2 stycznia 2003 roku nastąpiło zniesie Strażnicy SG w Kostrzynie nad Odrą. Ochraniany przez strażnicę odcinek granicy, przejęła Graniczna Placówka Kontrolna Straży Granicznej w Kostrzynie nad Odrą (GPK SG w Kostrzynie nad Odrą).

## Ochrona granicy

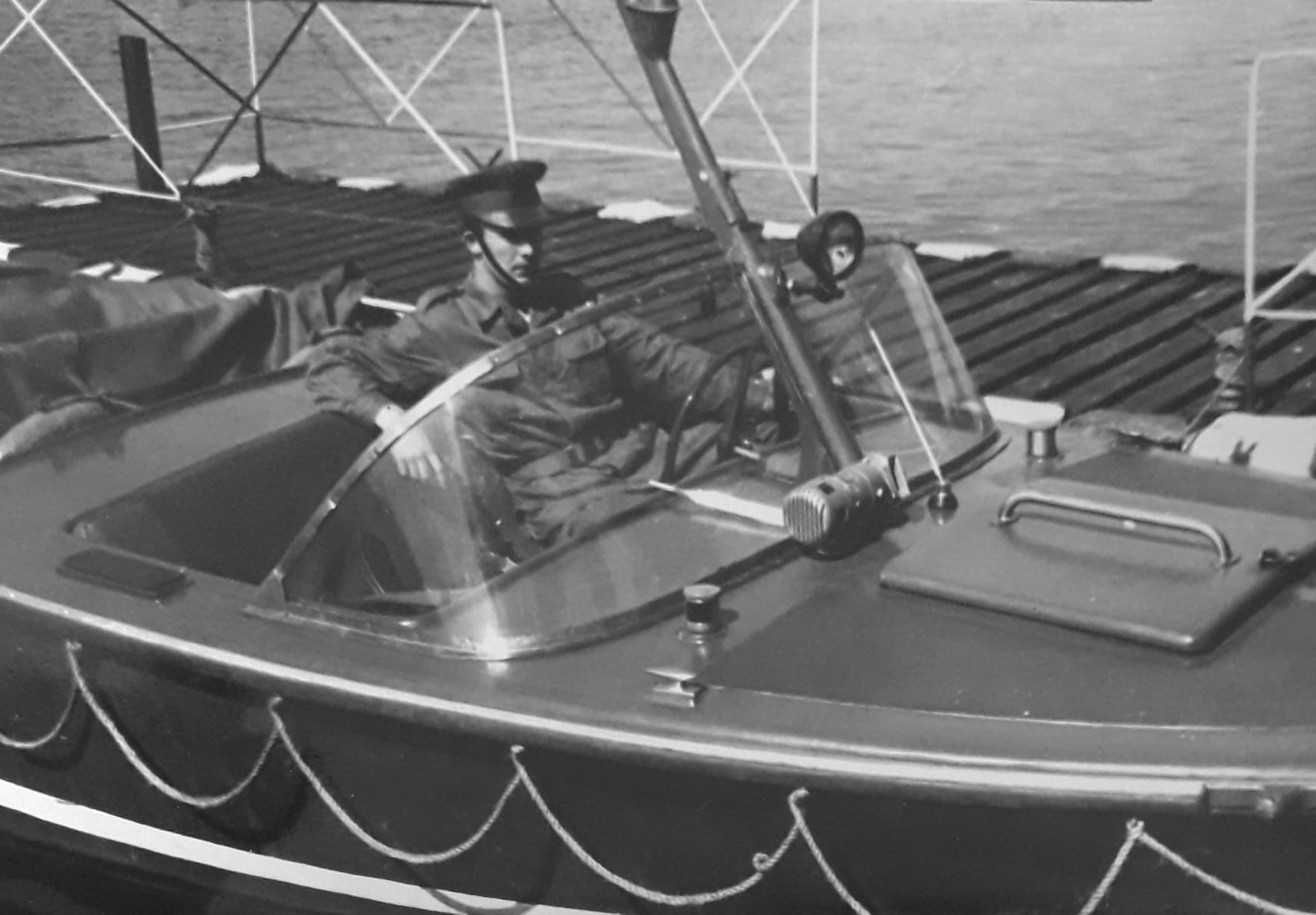
Żołnierz WOP na kutrze patrolowym KR-70 Jesion po zakończonym patrolu w przystani kutrów, w Kostrzynie nad Odrą (1972)

W październiku 1945 w ramach tworzących się Wojsk Ochrony Pogranicza na odcinku strażnicy zostały utworzone Przejściowe Punkty Kontrolne Kostrzyn (PPK Kostrzyn):
- Nr 8 kolejowy, którego załoga wykonywała kontrolę graniczną osób, towarów oraz środków transportu w przejściu granicznym:
  - Kostrzyn-Kietz (kolejowe)
- Nr 7 drogowy – III kategorii, którego załoga wykonywała kontrolę graniczną osób, towarów oraz środków transportu w przejściu granicznym:
  - Kostrzyn-Kietz (drogowe).

W 1960 roku 1 strażnica WOP Kostrzyn II kategorii ochraniała odcinek granicy państwowej o długości 11 275 m:
- Od znaku granicznego nr 543 do znaku gran. nr 567.

Straż Graniczna:
21 listopada 1992 roku na odcinku strażnicy zostało uruchomione drogowe przejście graniczne, w którym odprawę graniczną osób, towarów, i środków transportu, wykonywała załoga Granicznej Placówki Kontrolnej Straży Granicznej w Kostrzynie nad Odrą (GPK SG w Kostrzynie nad Odrą):
- Kostrzyn-Kietz (drogowe).

## Wydarzenia
- 1965 – 6 maja odbyła się uroczystość nadania strażnicy WOP Kostrzyn imienia Rudolfa Gyptnera, bohatera NRD poległego 28 listopada 1944 roku koło Częstochowy w walce z Niemcami.
- 13 grudnia 1981–22 lipca 1983 – (stan wojenny w Polsce), normę służby granicznej dla żołnierzy podwyższono z 8 do 12 godzin na dobę. Ścisłą kontrolą objęto całą strefę nadgraniczną. W stan gotowości były postawione pododdziały odwodowe[14].

## Strażnice sąsiednie

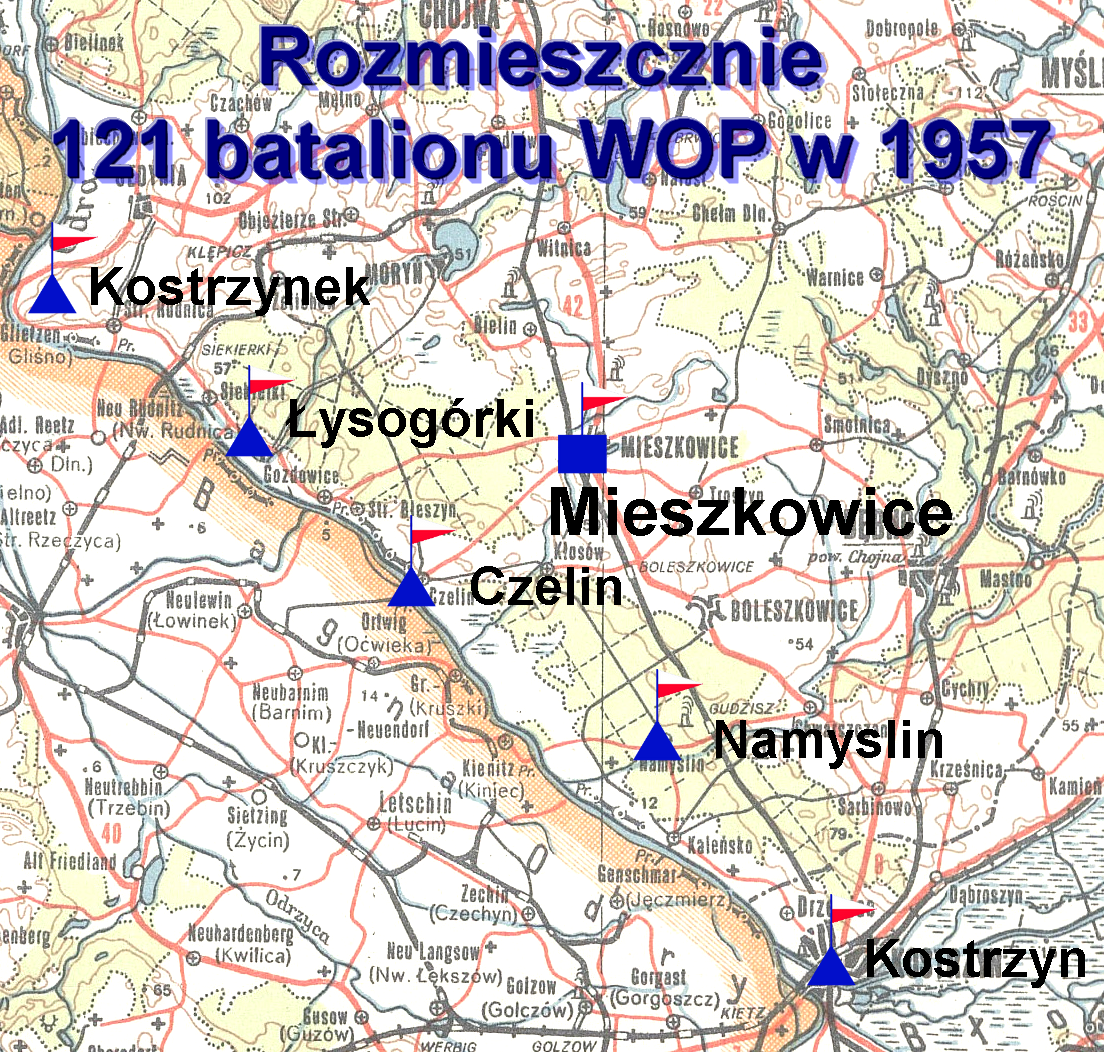

- 50 strażnica WOP Górzyca Północ ⇔ 52 strażnica WOP Namyślin – 1946
- Strażnica OP Ługi Górzyckie nr 50 ⇔ strażnica OP nr 52 Namyślin – 1949
- Strażnica WOP Ługi Górzyckie nr 48 ⇔ strażnica WOP nr 50 Namyślin – 1954
- Strażnica WOP Górzyca II kategorii nr 20 ⇔ strażnica WOP Namyślin III kategorii nr 22 – 1956
- 2 strażnica WOP III kategorii Górzyca ⇔ 1 strażnica WOP rzeczna I kategorii Namyślin – 01.01.1960
- 2 strażnica WOP lądowa III kategorii Górzyca ⇔ 21 strażnica WOP rzeczna I kategorii Namyślin – 01.01.1964
- Strażnica WOP Górzyca ⇔ strażnica WOP Namyślin – lata 80. XX w.

Straż Graniczna:
- strażnica SG w Górzycy ⇔ strażnica SG w Namyślinie – 16.05.1991.

## Komendanci/dowódcy strażnicy
- kpt. Piotr Kołodziejczuk (był 10.1946)[f]
- por. Franciszek Żółtek (od 1948)
- chor. Albert Sabinicz (do 1951)
- st. sierż. Mieczysław Gemer–Mazowicz (od 1951)
- chor. Janusz Zając(od 1952)
- ppor. Leon Szarota (do 1954)
- ppor. Jan Michalak (1954–1956)
- kpt. Wacław Fagas (1956–1964)
- por. Protazy Czech (od 1964)
- mjr Bogumił Jędrycha (był w 1970[16]–był w 1988)
- kpt./mjr Krzysztof Mielczarek[17].

Poniżej wykaz dowódców strażnicy podano za: Józef Ostrowski: Lubuska Brygada Wojsk Ochrony Pogranicza 1945–1989. Ludzie – wydarzenia. s. 19.
- por. Fagas
- kpt. Michalak
- mjr Bogumił Jędrycha.